# Sofía (telefilme)
Sofía es un telefilme de 2011 dirigido por Antonio Hernández y con guion de Antonio Hernández Centeno (basado en un guion de Aurora Guerra y Aitor Gabilondo). El telefilme narra la vida de la reina consorte de España Sofía de Grecia, madre del actual rey Felipe VI.

## Sinopsis
Corfú, verano de 1961, el Palacio Real de Mon Repos, residencia de verano de la familia real griega amanece en plena actividad. El servicio se afana en preparar la casa para recibir a unos ilustres huéspedes: Los "Barcelona", que no son otros que la familia real española en el exilio. El motivo de la visita es formalizar al relación entre Sofía, la hija mayor de Federica y Pablo I, reyes de Grecia, con Juan Carlos, el hijo de D. Juan de Borbón y Dª María de las Mercedes. Ambos jóvenes intimaron el Londres, durante la boda de los Duques de Kent y ese encuentro ha fructificado en un amor que ha ido creciendo con el paso de los meses.
Aparentemente, esta historia de amor no tiene ninguna razón para no marchar sobre ruedas pero Juan Carlos y Sofía tendrán que luchar contra varios obstáculos para consolidar su relación.
El primero de todos es el religioso. Sofía es cristiana ortodoxa y Juan Carlos católico. El segundo obstáculo importante está en España. La visita de los Condes de Barcelona a la familia real griega, causa una tremenda inquietud en el ánimo de Franco, el dictador que reclamó a Juan Carlos con siete años para educarlo en la filosofía del régimen en territorio español. Y si la visita causa inquietud, mucho más lo causa la relación y por supuesto la boda de Juan Carlos con una "extranjera y hereje", que es como califican los afines al franquismo a Sofía de Grecia.
Sofía será consciente de todos estos obstáculos, como también lo es de que se ha enamorado de un príncipe que tiene pocas posibilidades de reinar.
El encanto de Sofía conseguirá ganarse la amarga voluntad del general Franco. En cuanto a la religión la solución será una boda religiosa por los dos ritos, el ortodoxo (Catedral Metropolitana de Atenas) y el católico (Catedral de San Dionisio Areopagita), que se celebra en Atenas el 14 de mayo de 1962. Además, de forma intermedia también se realiza una boda civil en el Palacio Real de Atenas.

## Reparto
- Nadia de Santiago como Sofía de Grecia.
- Jorge Suquet como Juan Carlos I.
- Juanjo Puigcorbé como Juan de Borbón.
- Emma Suárez como Federica de Grecia.
- Paloma Zavala como Irene de Grecia.
- Yon González como Constantino de Grecia.
- Eduardo McGregor como Francisco Franco.
- Roberto Álvarez como Pablo I de Grecia.
- Charo Soriano como Victoria Eugenia de Battenberg.
- Marina Almagro como Infanta Elena.
- Christian Escribano como Felipe de Borbon.
- Paloma Bloyd como Tatiana Radziwiłł.

## Audiencias
| Parte | Fecha de emisión    | Hora  | Espectadores | Share |
| ----- | ------------------- | ----- | ------------ | ----- |
| 1     | 19 de enero de 2011 | 22:11 | 2.134.000    | 10,6% |
| 2     | 26 de enero de 2011 | 22:20 | 1.731.000    | 8,6%  |